# 1244년

## 연호
- 남송(南宋) 순우(淳祐) 4년
- 일본(日本) 간겐(寛元) 2년
- 쩐 왕조(陳朝) 티엔응찐빈(天應政平) 13년

## 기년
- 남송(南宋) 이종(理宗) 20년
- 고려(高麗) 고종(高宗) 31년
- 몽골 퇴레게네 섭정 3년
- 쩐 왕조(陳朝) 태종(太宗) 20년